# L’Malouma Said
L’Malouma Said, née en 1972, est une ancienne esclave et une députée mauritanienne.

## Biographie
L’Malouma Saïd est née esclave en 1972, à Boutilimit, au sud-est de la capitale Nouakchott, dans la région du Trarza.
À l’âge de dix-sept ans, elle devient une militante pour l’émancipation des Haratines. Elle adhère en 1990 à l’Organisation de libération des Harratines (El Hor) et participe à l'émergence des premiers partis politiques d'opposition, avec le RFD ou Ralliement des forces démocratiques en 1991, et Action pour le changement ou AC en 1995, qui s'engagent notamment contre l’esclavage. Elle s'occupe aussi d'une coopérative de commerçantes et en devient présidente.  Elle devient responsable des femmes au sein du mouvement El Hor, et membre fondateur de l’organisation anti‑esclavagiste mauritanienne SOS Esclaves, dirigée par son mari, Boubacar Ould Messaoud.
En 2006, elle est élue députée à l’Assemblée nationale mauritanienne. Elle est l'une des quatre femmes haratines. Elle est réélue en 2013. Elle est connue pour ses prises de position sur les droits de l’homme, contre les discriminations, et pour son combat en faveur de l’amélioration des prisons en Mauritanie.
En 2018, elle est l'une des lauréates du prix international de la femme de courage,.